# Nipkowschijf (techniek)

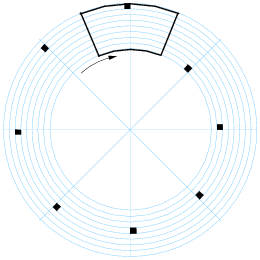
Nipkowschijf

De nipkowschijf is in 1883 bedacht door de Duitse ingenieur Paul Nipkow en vormde de basis voor wat hij zijn elektrische telescoop noemde. In 1885 kreeg hij hiervoor een octrooi. Deze uitvinding wordt gezien als de eerste aanzet tot de televisie zoals we die nu kennen.
De nipkowschijf was een snel ronddraaiende platte schijf waarin kleine gaatjes waren aangebracht in een spiraalvormig patroon. Het licht dat door de gaatjes in de nipkowschijf viel, kon met behulp van een fotocel (seleen-cellen) worden omgezet in een elektrisch signaal.
In de ontvanger kon dit met een neonbuis worden omgezet in een uit gebogen beeldlijnen opgebouwd, donkerrood beeld, niet veel groter dan een ansichtkaart.
De praktische toepasbaarheid van het systeem was gering. Tot in de jaren twintig lukte het bijvoorbeeld niet om de nipkowschijf van de ontvanger synchroon te laten lopen met die van de zender. Nadat dit probleem was opgelost, werd het systeem gebruikt bij experimentele televisie. De persoon die werd opgenomen, moest echter plaatsnemen in een krappe en geheel verduisterde opnameruimte.
In de loop van de jaren dertig werd het systeem van Nipkow vervangen door elektronische televisietechniek die was ontwikkeld door Siegmund Loewe en Manfred von Ardenne. Bij de opening van de Olympische Spelen in Berlijn werden iconoscope-camera's van Vladimir Zworykin ingezet. Dat de nipkowschijf tot circa 1940 in gebruik was, werd door de nationaalsocialisten voornamelijk om propagandistische redenen volgehouden.